# Alicia Delgado
Alicia Luisa Delgado Hilario, được biết đến với nghệ danh Alicia Delgado (6 tháng 5 năm 1959 – 24 tháng 6 năm 2009), là một ca sĩ dân gian người Peru, được ghi nhận là người thiết lập đàn hạc trong música folklórica.

## Tiểu sử
Alicia Delgado là con của Zenobio Delgado và Santa Hilario, được sinh ra ở thị trấn Taucur, tỉnh Oyón, Lima, ngày 6 tháng 5 năm 1959.
Bà bắt đầu sự nghiệp của mình với sự hỗ trợ của nghệ sĩ nổi tiếng Totita Cruz, người đã giới thiệu bà với DJ radio nổi tiếng và người tìm kiếm tài năng Eladio Obispo Ureta. Trên chương trình "Así Canta Mi Pueblo" bà đã hát trước micro lần đầu tiên, cùng với người thầy quá cố Pelayo Vallejo. Ngày 11 tháng 2 năm 1975, ở tuổi 16, Delgado đã thu âm lần đầu tiên dưới sự chỉ đạo của nghệ sĩ và nhà sản xuất Ángel Damaso, sau đó sớm cho ra mắt bản hit đầu tiên của bà: "Un Fracaso en la Vida."
Với hầu hết sự nghiệp của mình, bà cống hiến hết mình để quảng bá âm nhạc dân gian Andean đến các nước Nam Mỹ, trở thành một ngôi sao âm nhạc ở cả quê nhà Peru và các nước láng giềng như Chile, Ecuador và Bolivia, thông qua đó cô đã được biết đến với tên "Princesa del Folklore Peruano," hay Công chúa nhạc dân gian của Peru. Trong suốt sự nghiệp, bà hát hơn một nghìn ca khúc Peru.
Delgado kết hôn với Rubén Retuerto và có một con trai mamg tên Junior Retuerto Delgado. Khi bà thành công, bà đã sống nhiều năm tại Hoa Kỳ. Những năm sau đó, bà có mối quan hệ thân mật với Abencia Meza cũng là một ca sĩ nhạc truyền thống Peru. Cả hai đã bí mật cùng sở hữu một căn hộ, và khi mọi chuyện bị tiết lộ, bởi cả Meza và các phương tiện truyền thông, rằng mối quan hệ của họ là thân mật, mặc dù Delgado chưa bao giờ công khai xác nhận rằng mối quan hệ của họ vượt quá tình bạn.
Ngày 25 tháng 6 năm 2009, thi thể của Delgado được tìm thấy ở nhà riêng của bà tại quận Santiago de Surco, Lima. Điều tra ban đầu xác định nguyên nhân tử vong là do nhiều vết thương đâm. Nghi phạm chính là người đàn ông có tên Pedro César Mamanchura Antúnez, Người lái xe của Delgado đã biến mất sau cái chết của cô, mặc dù Meza được cho là người chịu trách nhiệm cuối cùng của vụ án. Khi hắn được tìm thấy, Mamanchura đã khai rằng Meza đã trả tiền cho hắn để giết Delgado, nhưng lời khai này đã bị toà phán quyết không được thông qua vì luật sư của Mamanchura đã không có mặt. Các cuộc phỏng vấn tiếp theo của hắn với cảnh sát đã đủ kết tội Meza.
Cuối cùng, Meza bị kết án 30 năm tù vì tội giết Delgado.

## Bài hát tiêu biểu
- "Cáncer de Amor"
- "Triste Desengaño"
- "Mi Escritorio"
- "El Cielo y Tu"
- "Quien toma mas que yo"
- "Quillabambino"
- "Piedra Resbalosa"
- "Rio Churín"
- "Huracancito"

## Danh sách đĩa nhạc
- Alicia Delgado
- Con Ustedes...
- Nueva Vida
- La Genuina de la Canción Peruana
- La Madame del Huayno
- La Princesa del Huayna Cajatambino
- Con El Caballero del Arpa: Eduardo Delgado
- Concierto en Público con la Eterna Princesa
- Del Perú Para El Mundo
- Nuevamente La Única
- La Princesa del Folklore Peruano
- Toda Una Vida Cantándole al Perú y al Mundo
- Adiós, Adiós, Mi Público Lindo